# Montgeard
Montgeard (em occitano:  Montjard) é uma comuna francesa na região administrativa da Occitânia, no departamento do Alto Garona. Estende-se por uma área de 9.32 km², com 489 habitantes, segundo o censo de 2018, com uma densidade de 52 hab/km².